# La sposa sagace
La sposa sagace è un'opera teatrale in cinque atti in versi martelliani di Carlo Goldoni scritta nel 1758 e messa in scena per la prima volta a Venezia nel corso dell'autunno di quell'anno. La commedia incontrò da subito il favore del pubblico e viene tutt'oggi riproposta. 

## Trama
Palermo, casa del ricco Policarpio. La giovane Barbara nasconde al debole padre e all'ostile matrigna Petronilla di essersi segretamente impegnata, davanti a due testimoni, a sposare il conte d'Altomare, peraltro uno dei cicisbei di Petronilla. Alla fine Barbara riuscirà a convincere il padre, le nozze si celebreranno e la matrigna diverrà oggetto di scherno di tutti.

## Poetica
Riguardo a questa commedia, che possiede l'inconfondibile grazia da opera buffa, scrisse l'autore nella prefazione all'edizione a stampa: Ha qualche cosa di nuovo e di capriccioso. Al terminare del primo Atto, pare ch'ella sia principiata e finita. Poiché, siccome l'unico interesse di questa Rappresentazione è un matrimonio, s'introduce il discorso sin dalla prima Scena; vi sono dei ragionamenti, degli accidenti, che vagliono ora a dilazionarlo, ed ora ad accelerarlo, e finalmente alla presenza di testimoni, con tutte quelle solennità che sono possibili sulla Scena, si forma indissolubile il matrimonio, ed ecco la Commedia finita. Ma qui appunto è dove ha principio l'azione principale di una Sposa sagace, impegnata ad occultare il suo stato in faccia del mondo, in faccia ai parenti e collo sposo al fianco. Guardimi Dio ch'io abbia perciò intenzione di ammaestrar le Fanciulle in simile pericolosa scaltrezza; che anzi ingegnato mi sono di condannarla e farla detestare in iscena dalla donna medesima che ne fa uso. La moralità dee cadere sulla Matrigna, che vana e orgogliosa per se medesima, ed indiscreta rapporto alla povera sua Figliastra, la mette quasi in disperazione, e la trasporta a un tal passo. Molto vi contribuiscono i servi, e sopra questi aprino gli occhi i Padri di famiglia, ché spesse volte da essi suol dipendere la rovina de' Figli. Io per altro non iscrivo sermoni per insegnare, ma Commedie per onestamente divertire.